# پودولشی
پودولشی (به چکی: Podůlší) یک منطقهٔ مسکونی در جمهوری چک است که در شهرستان ییچین واقع شده‌است. پودولشی ۲۴۵ نفر جمعیت دارد و ۳۴۵ متر بالاتر از سطح دریا واقع شده‌است.